# Framnes Mountains
Framnes Mountains är ett berg i Antarktis. Det ligger i Östantarktis. Australien gör anspråk på området. Toppen på Framnes Mountains är 1 491 meter över havet.
Terrängen runt Framnes Mountains är huvudsakligen platt, men norrut är den kuperad. Framnes Mountains är den högsta punkten i trakten. Trakten är obefolkad. Det finns inga samhällen i närheten. 